# Омраза (филм)
„Омраза“ (на френски: La Haine) е френски игрален филм от 1995 година, драма на режисьора Матийо Касовиц по негов собствен сценарий.
Филмът разкрива 24 часа от живота на трима младежи от крайните предградия на Париж - арабин, африканец и евреин. Главен герой е Винц (Венсан Касел), който случайно намира на улицата пистолет и не скрива от приятелите си, че би убил полицай. Основните теми във филма са за расизмът, наркотиците и социалното положение в предградията.
За „Омраза“ Касовиц получава наградата за най-добра режисура от филмовия фестивал в Кан. Филмът възвръща популярността си през 2005 година по време на безредиците във Франция.